# Emmanuel-François-Joseph de Bavière

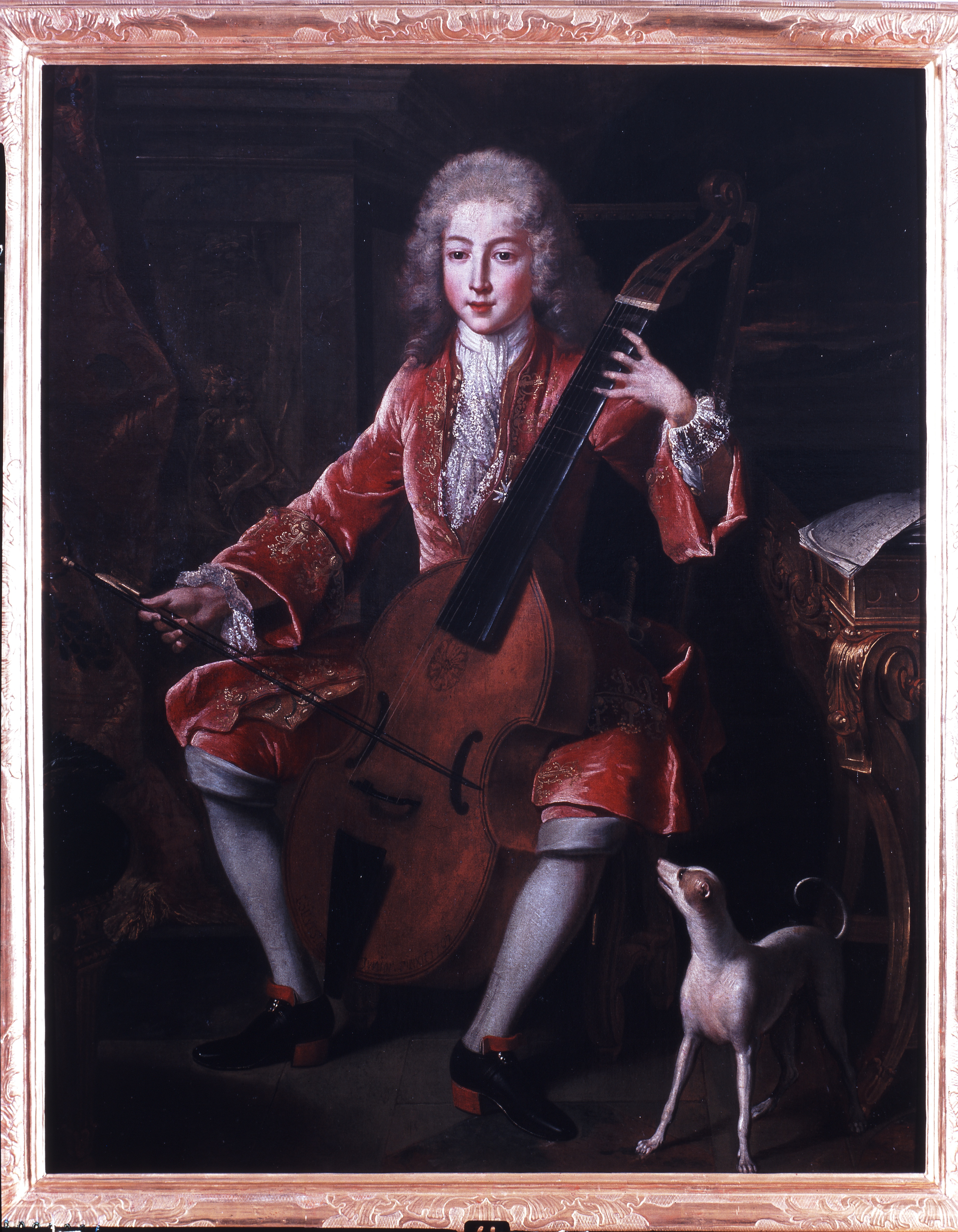
Emanuel Franz Joseph Comte de Bavière, gemalt 1707 von Louis de Silvestre

Emmanuel-François-Joseph Comte de Bavière, gen. Chevalier de Bavière, Marquis de Villacerf (* 17. Mai 1695; † 2. Juli 1747 bei Lafelt/Lauffeldt) war ein höherer Offizier und Politiker unter König Ludwig XV. von Frankreich. Er war u. a. Statthalter in Péronne (Picardie).

## Leben
Er war ein außerehelicher Sohn von Kurfürst Max Emanuel von Bayern und Gräfin Agnes Franziska Arco. Max Emanuel legitimierte seinen Sohn Emmanuel-François-Joseph am 20. November 1695 als Eques Bavariae. Nach einer standesgemäßen Ausbildung lebte er in der Zeit des Exils von 1706 bis 1715 am Hof seines Vaters. Es gab eine Ernennung zum Comte de Bavière und eine Überschreibung einer Summe von 400.000 Livres, die durch die Einkunft der Grafschaft Haag gedeckt wurden.
Im Spanischen Erbfolgekrieg wurde ihm am 1. Januar 1709 das Régiment d’infanterie de Royal Bavière als Regimentsinhaber übertragen. Er führte dies im Rang eines Mestre de camp bis zum 20. Februar 1734. 1719 wurde er zum Brigadier des armes du roi  befördert. Von Ludwig XIV. zum Ritter des Ordens vom heiligen Johann von Jerusalem und 1723 in Madrid vom spanischen König zum Granden I. Klasse ernannt. Nach seiner Beförderung zum Maréchal de camp am 20. Februar 1734 gab er den aktiven Militärdienst auf und übertrug die Regimentsführung an seinen Stellvertreter. Das Regiment führte jedoch noch bis 1740 seinen Namen.
Seine Grand Tour führte ihn nach Malta, Florenz und Rom.
Am 4. April 1725 vermachte sein Vater ihm das bayerische Wappen und das Recht, „sich als Franzose naturalisieren zu lassen“, um seine Position am französischen Hof zu verbessern. Er besaß außerdem das Schloss Saint-Cloud, mit einer Jahresrente von 10.000 Gulden.
1742 wurde er von seinem Halbbruder Karl Albrecht von Bayern als Gouverneur von Prag eingesetzt. Am Münchner Kaiserhof war er (neben Théodore Chevignard de Chavigny) als Gesandter Frankreichs akkreditiert.  Von 1743 bis 1745 war er Botschafter am Wiener Hof. 1745 wurde er Gouverneur von Peronne, Roy und Montdidier.
Am 2. Juli 1747 wurde er in der Schlacht bei Lauffeldt (Lawfeld) von einer Kanonenkugel getötet.

## Familie
1725 heiratete er Marie-Louise-Rosalie Phélypeaux (1714–1734). Eine weitere Heirat erfolgte 1736 mit seiner Nichte Maria Josepha Gräfin von Hohenfels (1720–1797), illegitime Tochter seines Halbbruders Kurfürst Karl Albrecht von Bayern und dessen Geliebter Maria Caroline Charlotte von Ingenheim. Aus dieser zweiten Ehe stammt seine Tochter Marie Amélie Caroline Josèphe Francoise Xavière de Bavière (1744–1820), Comtesse de Hohenfels, Marquise de Villacerf. Sie heiratete Armand Charles Emmanuel de Hautefort, marquis de Sarcelles (1741–1805).

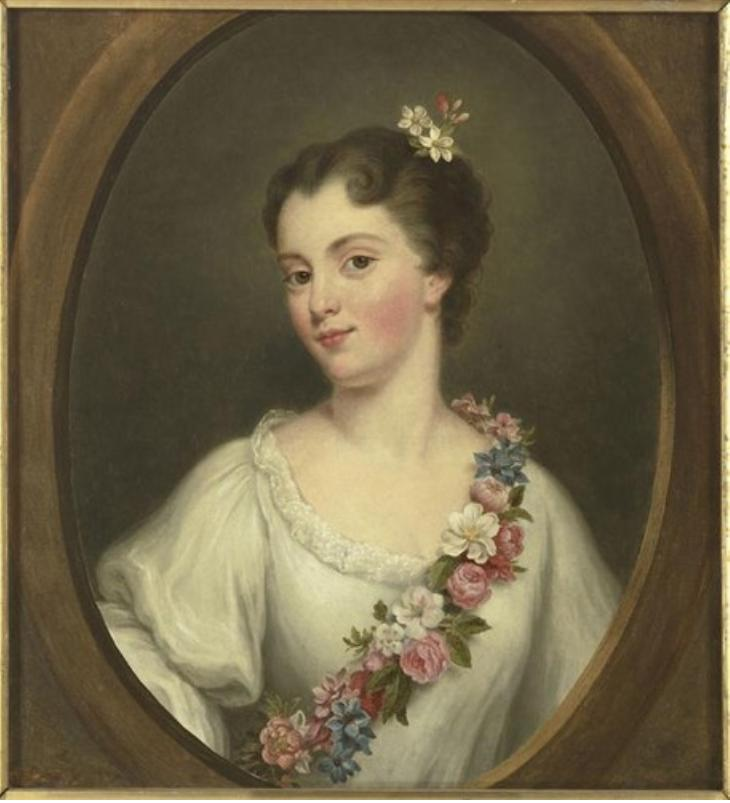
Louise Anne de Bourbon, genannt Mademoiselle de Charolais

Vor seiner ersten Ehe, um 1710, gehörte er zu den zahlreichen Liebhabern der gleichaltrigen Louise Anne de Bourbon (1695–1758).